# Orquestra Pops de São Francisco
A Orquestra Pops de São Francisco foi fundada em 1911, tendo Henry Hadley como o primeiro diretor musical, começando a tradição de concertos "pops", com músicas clássicas leves e arranjamentos especiais de operettas, musicais e obras populares. Com o Civic Auditorium completo em 1915, muitos dos concertos pops aconteceram lá, com uma capacidade para dez mil pessoas. 
Os concertos pops ganharam nova vida no verão de 1949, quando Arthur Fiedler da Orquestra Pops de Boston foi convidado pelo diretor musical Pierre Monteux para comandar a orquestra. Fiedler continuou a conduzir os concertos de verão até a metade da década de 1970. Além das apresentações no Civic Auditorium, a orquestra apresentava-se no Sigmund Stern Grove.